# デボラ・クロンビー
デボラ・クロンビー（Deborah Crombie〈旧姓：Darden〉、1952年6月6日 - ）は、アメリカ合衆国の小説家。
代表作「ダンカン・キンケイド&ジェマ・ジェイムズ」シリーズはイギリスを舞台としている。

## 経歴
アメリカ合衆国テキサス州ダラスに生まれ、同市北部の田舎町リチャードソンで育った。兄は10歳離れていたため、幼少期は寂しい思いをしたが、元教師の母方の祖母に可愛がられた。16歳で高校をドロップアウトしたが、テキサス州シャーマンのオースティン・カレッジで生物学の学位を取得し卒業した。広告会社や新聞社に勤めた後、ライス大学に入学。その後、イングランドの大学入学を目指してイギリスへ渡ると、イギリスに魅了され、後にスコットランド人の最初の夫・ピーター・クロンビーと共に移住し、エディンバラ、スコットランド、チェスターなどで暮らした。
その後、生まれ故郷のダラスに戻り、数年間家業を手伝った後、娘を育てながら、1993年に「ダンカン・キンケイド&ジェマ・ジェイムズ」シリーズの第1作に当たる処女作『警視の休暇』（原題：A Share in Death ）を書き上げた。同作は、アガサ賞新人賞やマカヴィティ賞新人賞にノミネートされた。1998年、第5作『警視の死角』（原題：Dreaming of the Bones ）がニューヨーク・タイムズの「1997年の注目本」に選ばれ、マカヴィティ賞最優秀作品賞を受賞したほか、エドガー賞 長編賞候補となった。2009年には『警視の偽装』（原題：Where Memories Lie ）で再びマカヴィティ賞最優秀作品賞を受賞し、翌2010年も『警視の因縁』（原題：Necessary as Blood ）が同賞の作品賞にノミネートされた。
作品は、北米、日本、ドイツ、イタリア、フランス、ノルウェー、オランダ、チェコスロバキア、スペイン、ルーマニア、ギリシャ、トルコ、イギリスなど世界各国で翻訳・出版されている。
現在は、ダラス北部のマッキニーに夫・ピーター・ウィルソンと2匹のジャーマン・シェパードと3匹の猫と暮らしており、今でも年に数度はイギリスへ旅行へ行っている。

## 作品リスト
ダンカン・キンケイド&ジェマ・ジェイムズ シリーズ
| #  | 邦題       | 原題                      | 刊行年 | 刊行年月   | 出版社     | 訳者     | ISBN                   |
| -- | ---------- | ------------------------- | ------ | ---------- | ---------- | -------- | ---------------------- |
| 1  | 警視の休暇 | A Share in Death          | 1993年 | 1994年03月 | 講談社文庫 | 西田佳子 | ISBN 4-06-185615-4     |
| 2  | 警視の隣人 | All Shall be Well         | 1994年 | 1995年02月 | 講談社文庫 | 西田佳子 | ISBN 4-06-185961-7     |
| 3  | 警視の秘密 | Leave the Grave Green     | 1995年 | 1996年02月 | 講談社文庫 | 西田佳子 | ISBN 4-06-263208-X     |
| 4  | 警視の愛人 | Mourn Not Your Dead       | 1996年 | 1997年07月 | 講談社文庫 | 西田佳子 | ISBN 4-06-263452-X     |
| 5  | 警視の死角 | Dreaming of the Bones     | 1997年 | 1999年01月 | 講談社文庫 | 西田佳子 | ISBN 4-06-263964-5     |
| 6  | 警視の接吻 | Kissed a Sad Goodbye      | 1999年 | 2001年06月 | 講談社文庫 | 西田佳子 | ISBN 4-06-273178-9     |
| 7  | 警視の予感 | A Finer End               | 2001年 | 2003年11月 | 講談社文庫 | 西田佳子 | ISBN 4-06-273884-8     |
| 8  | 警視の不信 | And Justice There is None | 2002年 | 2005年09月 | 講談社文庫 | 西田佳子 | ISBN 4-06-275182-8     |
| 9  | 警視の週末 | Now May You Weep          | 2003年 | 2007年07月 | 講談社文庫 | 西田佳子 | ISBN 978-4-06-275754-6 |
| 10 | 警視の孤独 | In a Dark House           | 2005年 | 2010年02月 | 講談社文庫 | 西田佳子 | ISBN 978-4-06-276580-0 |
| 11 | 警視の覚悟 | Water Like a Stone        | 2007年 | 2010年10月 | 講談社文庫 | 西田佳子 | ISBN 978-4-06-276784-2 |
| 12 | 警視の偽装 | Where Memories Lie        | 2008年 | 2012年12月 | 講談社文庫 | 西田佳子 | ISBN 978-4-06-277406-2 |
| 13 | 警視の因縁 | Necessary as Blood        | 2009年 | 2015年06月 | 講談社文庫 | 西田佳子 | ISBN 978-4-06-293123-6 |
| 14 | 警視の挑戦 | No Mark upon Her          | 2011年 | 2017年02月 | 講談社文庫 | 西田佳子 | ISBN 978-4-06-293455-8 |
| 15 | 警視の哀歌 | The Sound of Broken Glass | 2013年 | 2018年02月 | 講談社文庫 | 西田佳子 | ISBN 978-4-06-293857-0 |
| 16 | 警視の謀略 | To Dwell in Darkness      | 2014年 | 2020年 6月 | 講談社文庫 | 西田佳子 | ISBN 978-4-06-520166-4 |